# Plęsy (Bartoszyce)
Plęsy (deutsch Plensen) ist ein Ort in der polnischen Woiwodschaft Ermland-Masuren. Er gehört zur Landgemeinde Bartoszyce (Bartenstein) im Powiat Bartoszycki (Kreis Bartenstein (Ostpr.)).

## Geographische Lage
Plęsy liegt in der nördlichen Mitte der Woiwodschaft Ermland-Masuren, 28 Kilometer südwestlich der früheren und heute auf russischem Staatsgebiet gelegenen Kreisstadt Friedland (russisch Prawdinsk) bzw. vier Kilometer südlich der heutigen Kreismetropole Bartoszyce (deutsch Bartenstein).

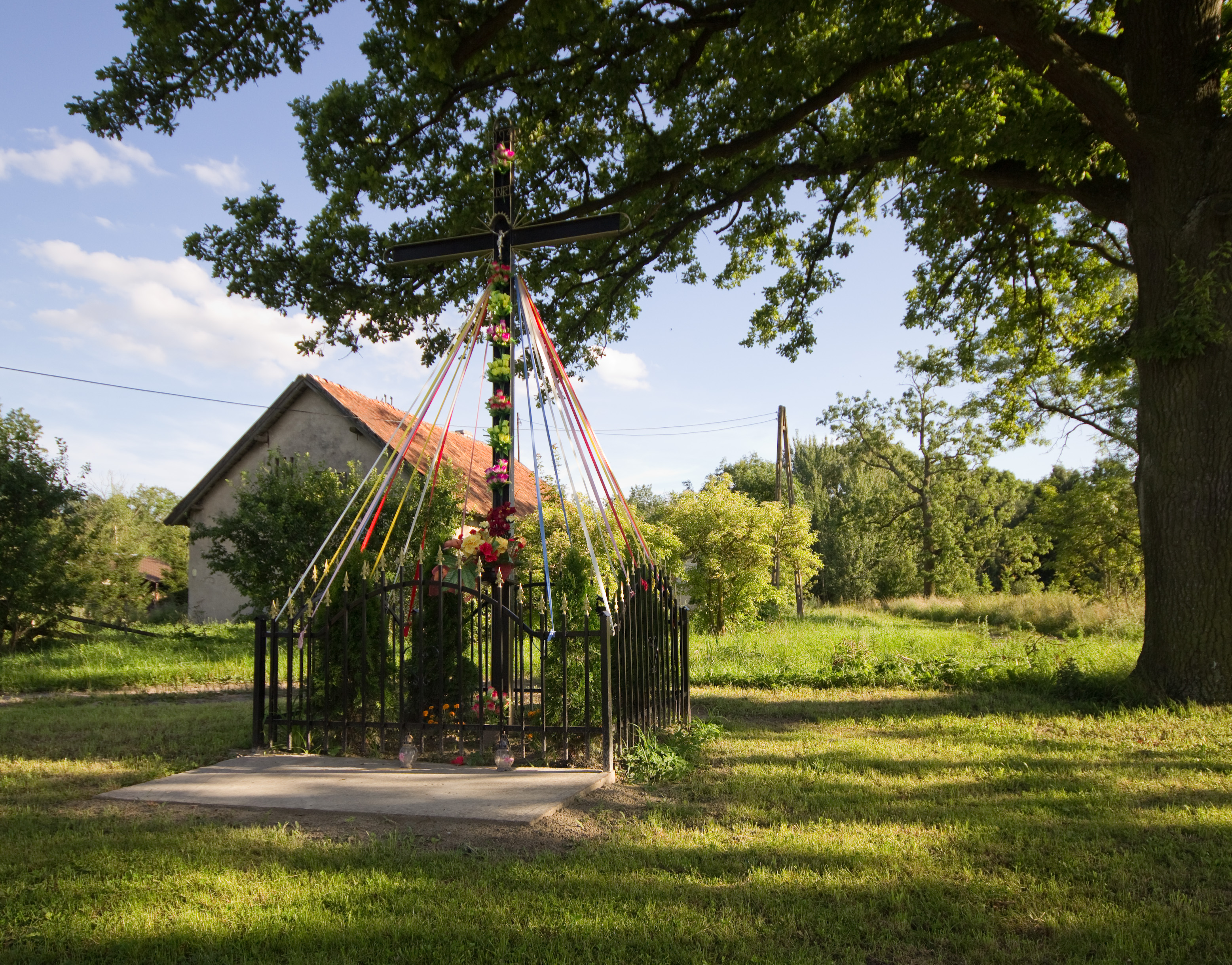
Wegekreuz in Plęsy

## Geschichte
1366 ist das Gründungsjahr des großen Gutsortes Plinsin, der später Plysyn und ab 1436 Plensen genannt wurde. Kennzeichnend war der große Gutspark, und auffällig die Schule, die mehrere hundert Meter vom Dorf entfernt lag.
Im Jahre 1874 wurde Plesen in den neu errichteten Amtsbezirk Groß Schwaraunen (polnisch Szwaruny) im ostpreußischen Kreis Friedland (von 1927 bis 1945 „Kreis Bartenstein“ genannt) eingegliedert. 153 Einwohner zählte Plensen im Jahre 1910.
Am 30. September 1928 schloss sich der Gutsbezirk Plensen mit seinen Nachbarorten Perkuiken (polnisch Perkujki) und Polenzhof (polnisch Połęcze) zur neuen Landgemeinde Plensen zusammen. Die Zahl der Einwohner des auf diese Weise neu formierten Ortes belief sich 1933 auf 371 und 1939 auf 367.
Im Jahre 1945 fiel in Kriegsfolge das gesamte südliche Ostpreußen an Polen. Plensen erhielt die polnische Namensform „Plęsy“ und ist heute eine Ortschaft im Verbund der Landgemeinde Bartoszyce (Bartenstein) im Powiat Bartoszycki (Kreis Bartenstein (Ostpr.)), von 1975 bis 1998 der Woiwodschaft Olsztyn, seither der Woiwodschaft Ermland-Masuren zugehörig. Im Jahre 2021 zählte Plęsy 161 Einwohner.

## Verkehr
Durch Plęsy verläuft die polnische Landesstraße 51, die von der russisch-polnischen Staatsgrenze bis nach Olsztyn (Allenstein) verläuft und von der hier die Landesstraße 57 in Richtung Bisztynek (Bischofstein) bis nach Kleszewo in der Woiwodschaft Masowien abzweigt. Auf diese Weise treffen in Plęsy die Trassen der früheren deutschen Reichsstraßen 128 und 142 zusammen, wenn auch bei unterschiedlicher Streckenführung damals wie heute. Eine Nebenstraße verbindet Plęsy zudem mit den Nachbarorten Połęcze (Polenzhof), Osieka (Hermenhagen) und Krawczyki (Kraftshagen). Ein Bahnanschluss besteht nicht.

## Religion
Christentum
Bis 1945 war Plensen in die evangelische Stadtkirche Bartenstein in der Kirchenprovinz Ostpreußen der Kirche der Altpreußischen Union, außerdem in die römisch-katholische St.-Bruno-Kirche der Kreisstadt im damaligen Bistum Ermland eingepfarrt.
Der kirchliche Bezug zur Stadt Bartoszyce besteht auch heute noch für Plęsy: zur römisch-katholischen Pfarrei, jetzt dem Erzbistum Ermland zugehörig, und zur evangelischen Kirchengemeinde, die eine Filialgemeinde der Johanneskirche in Kętrzyn (Rastenburg) in der Diözese Masuren der Evangelisch-Augsburgischen Kirche in Polen ist.